# Tranvia Mondovì-San Michele
La tranvia Mondovì-San Michele era una delle infrastrutture di collegamento su ferro che un tempo collegavano Mondovì con il resto della provincia di Cuneo. Inaugurata nel 1881, la linea collegava la città monregalese con il santuario di Vicoforte e alcune vallate della zona, contribuendo al rilancio economico dell'area.
Nel corso della sua esistenza la tranvia vide diversi cambiamenti di gestione e l'elettrificazione, avvenuta nel 1923, fino alla definitiva chiusura avvenuta nel 1953.

## Storia

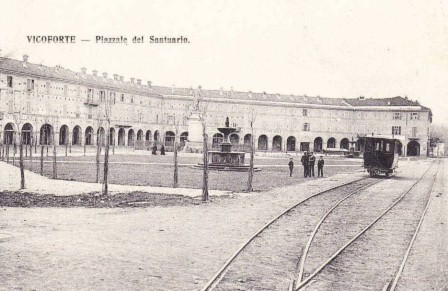
La fermata tranviaria del santuario

Servita dal 1875 dalla linea ferrovia Torino-Savona delle Strade Ferrate dell'Alta Italia grazie alla costruzione del raccordo con Bastia, appositamente realizzato dal Comune, a Mondovì si sviluppò un dibattito sull'opportunità di realizzare un'ulteriore linea per San Michele, servendo il santuario di Vicoforte e favorendo l'economia delle valli Casotto e Val Corsaglia.
Il 19 novembre 1880 il Genio Civile approvò la proposta avanzata dai fratelli Felice e Angelo Delvecchio per la costruzione di una tranvia a vapore Mondovì-Vicoforte, con possibile prolungamento a San Michele.
La prima tratta da Mondovì al santuario, lunga 6,1 km, fu inaugurata il 14 gennaio 1881; il 14 novembre fu la volta del prolungamento fino a San Michele Mondovì, lungo 4,5 km, il cui atto di concessione era stato accordato solo il 4 ottobre del medesimo anno. L'inaugurazione ufficiale avvenne il giorno prima.
Il 29 luglio 1888 si costituì la Società Monregalese di Opere Pubbliche (SMOP), con lo scopo di esercire congiuntamente la funicolare di Mondovì, inaugurata due anni prima, e la tranvia per San Michele Mondovì, la cui concessione venne dunque affidata alla nuova azienda.

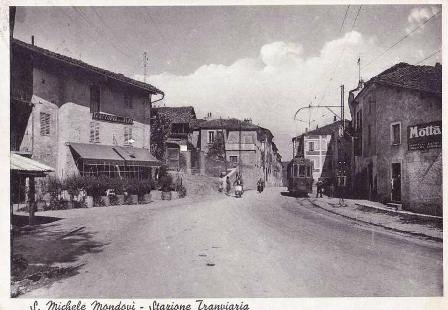
San Michele Mondovì, Fermata tram

Il 1º aprile 1891 la stessa concessione tornò in capo ai fratelli Delvecchio per passare, nel 1907 due nuovi gestori, gli ingegneri Gastone e Montezemolo. Durante tale esercizio sorsero serie difficoltà economiche, dovute soprattutto al rincaro nel prezzo del carbone, che portarono all'interruzione del servizio nel luglio 1916. Iniziò dunque un biennio di contese legali fra i gestori e il Ministero competente, il quale il 28 ottobre nominò il sindaco di Mondovì quale commissario: alla revoca della concessione fece seguito il licenziamento di tutti i dipendenti dell'azienda. La linea venne riaperta il 14 aprile 1917, limitatamente al tratto fino al santuario, per poi riprendere l'intero percorso il successivo 9 giugno.
Il 28 giugno 1918 fu costituita la Società Anonima Tranvie di Mondovì (SATM), diretta dagli ingegneri Eva e Forzani, nel cui piano industriale venne prevista l'elettrificazione della tranvia, che assunse dunque l'esercizio dell'impianto avviando i relativi lavori. La trazione elettrica fu inaugurata nel giugno 1923.
L'ultimo esercente fu la società Ferrovie Elettriche Regionali e Tramvie (FERT), azienda creata nel 1939 con sede a Torino e direzione a Vicoforte, che unificò il servizio con quello della tranvia Mondovì-Villanova e lo curò fino alla definitiva soppressione della tranvia, avvenuta il 15 aprile 1953 a favore di un'autoservizio gestito dalla SATIP, azienda che aveva assorbito le attività FERT.

## Caratteristiche tecniche
| Unknown route-map component "uexKBHFa" |

| Unknown route-map component "uexHST" |

| Unknown route-map component "uexHST" |

| Unknown route-map component "uexHST" |

| Unknown route-map component "uexHST" |

| Unknown route-map component "uexBHF" |

| Unknown route-map component "uexHST" |

| Unknown route-map component "uexHST" |

|  | Unknown route-map component "STR+l" | Unknown route-map component "uxmKRZo" | Unknown route-map component "CONTfq" |  |

|  | Unknown route-map component "HSTeBHF" | Unknown route-map component "uexHST" |  |  |

| Unknown route-map component "CONTgq" | One way rightward | Unused straight waterway |  |  |

| Unknown route-map component "uexKBHFe" |

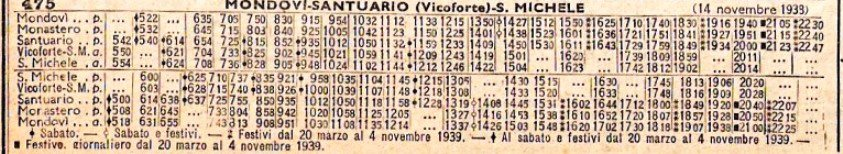
Orario della tranvia nel 1938

La linea, che seguiva la strada statale 28, fu realizzata come "ferrovia economica", secondo la denominazione dell'epoca; il percorso si svolgeva prevalentemente in sede stradale: sul totale di 10,6 km, solo 1,1 km risultavano in sede propria. Il raggio di curvatura minimo era di 45 metri, la pendenza massima del 43 per mille; i convogli potevano toccare una velocità massima di 30 km/h.
Lo scartamento adottato era di 950 mm mentre la trazione elettrica, attivata nel 1923, era garantita attraverso alimentazione con linea di contatto alimentata in corrente continua a 600 V, al tempo valore standard per le tranvie.
Al traffico passeggeri, che registrava significativi incrementi in relazione alle festività legate al santuario, si sommava quello merci, alimentato dai prodotti di provenienza delle valli citate. Nel 1896 erano previste in orario 8 coppie di corse nei giorni feriali e 11 il sabato e nei festivi.
Il capolinea monregalese sorgeva in località Barra, mentre il deposito-officina sociale trovava sede in alcuni capannoni eretti presso la fermata del santuario.

## Materiale rotabile

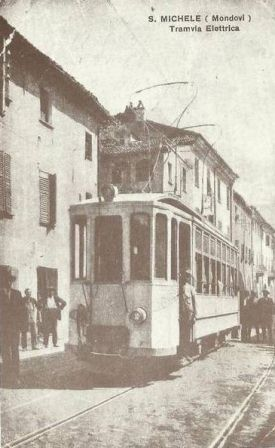
Elettromotrice a San Michele Mondovì

Per l'esercizio della linea, Angelo Delvecchio acquistò alcuni rotabili a vapore da una società di diritto belga che già operava nella zona, dal 1923 sostituiti dal materiale a trazione elettrica.
Nel 1936 il parco rotabili della linea risultava composto da una locomotiva a vapore, sette elettromotrici tranviarie, sedici rimorchiate a due assi e due carri merce.
Fra tali elettromotrici figuravano quattro esemplari di costruzione MAN con equipaggiamento elettrico Siemens inizialmente ordinate dalla Società Romana per le Ferrovie del Nord, che le avrebbe acquisite nel 1916 per l'esercizio urbano della tranvia Roma-Civita Castellana.